# Szabolcsveresmart, Szabolcs-Szatmár-Bereg
Szabolcsveresmart  este un sat în districtul Kisvárda, județul Szabolcs-Szatmár-Bereg, Ungaria, având o populație de 1.735 de locuitori (2011). 

## Demografie
Componența etnică a satului Szabolcsveresmart
     Maghiari (95,23%)
     Romi (4,77%)
Componența confesională a satului Szabolcsveresmart
     Reformați (57,06%)
     Romano-catolici (15,68%)
     Greco-catolici (12,91%)
     Necunoscută (13,66%)
     Fără religie (0,69%)
Conform recensământului din 2011, satul Szabolcsveresmart avea 1.735 de locuitori. Din punct de vedere etnic, majoritatea locuitorilor (95,23%) erau maghiari, cu o minoritate de romi (4,77%).  Din punct de vedere confesional, majoritatea locuitorilor (57,06%) erau reformați, existând și minorități de romano-catolici (15,68%) și greco-catolici (12,91%). Pentru 13,66% din locuitori nu este cunoscută apartenența confesională.